# Nigüelas
Nigüelas est une commune de la communauté autonome d'Andalousie, dans la province de Grenade, en Espagne.

## Géographie

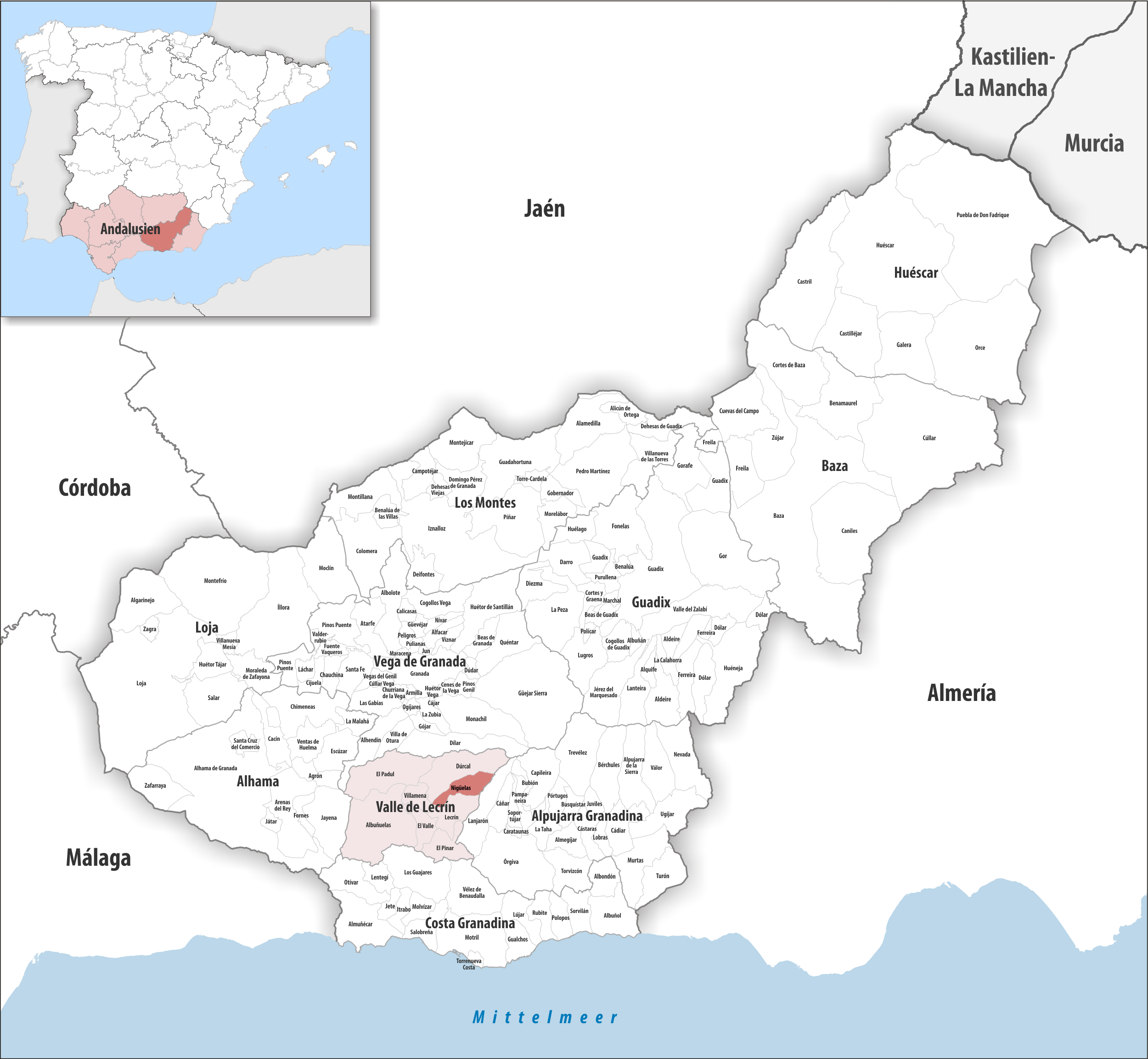
Nigüelas dans la comarque Vallée de Lecrín, province de Grenade / en Andalousie

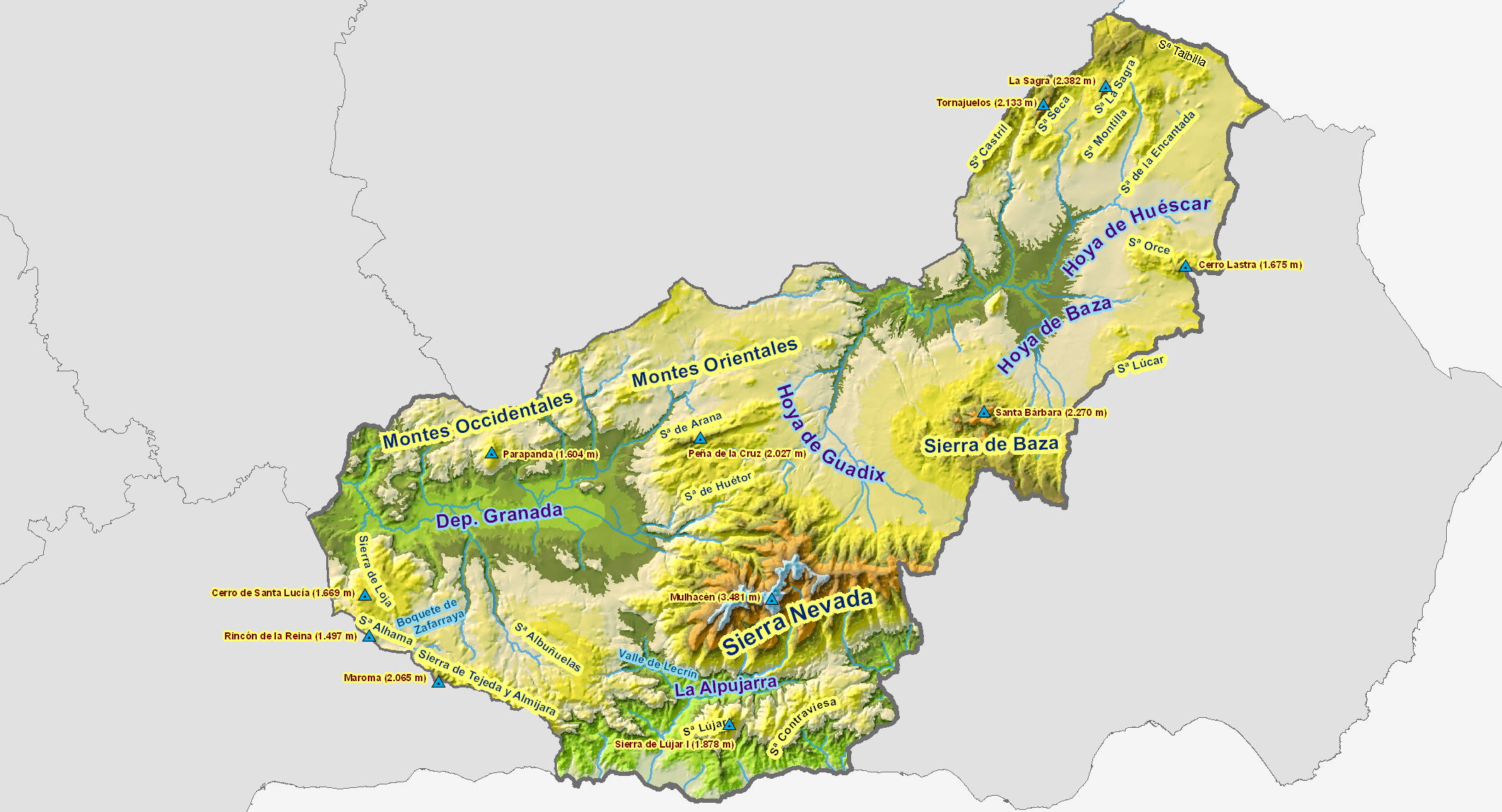
Schéma des montagnes de la province de Grenade

### Localisation
La commune de Nigüelas se trouve dans le sud de l'Espagne, dans l'est de la région d'Andalousie, dans la partie sud de la province de Grenade et en bordure est de la comarque Vallée de Lecrín.
Elle est dans la vallée de Lecrin, qui est non seulement une comarque mais aussi une région géographique et même une région géologique : c'est une fosse tectonique sur le versant sud-ouest de la sierra Nevada. C'est aussi un passage naturel entre la vallée de Grenade, l'Alpujarra et la côte méditerranéenne.
Dúrcal, chef-lieu de comarque, est à 5 km ouest-nord-ouest ;
Grenade à 34 km nord ;
Madrid à 449 km nord ;
Gibraltar à 259 km ouest-sud-ouest (distances par route).

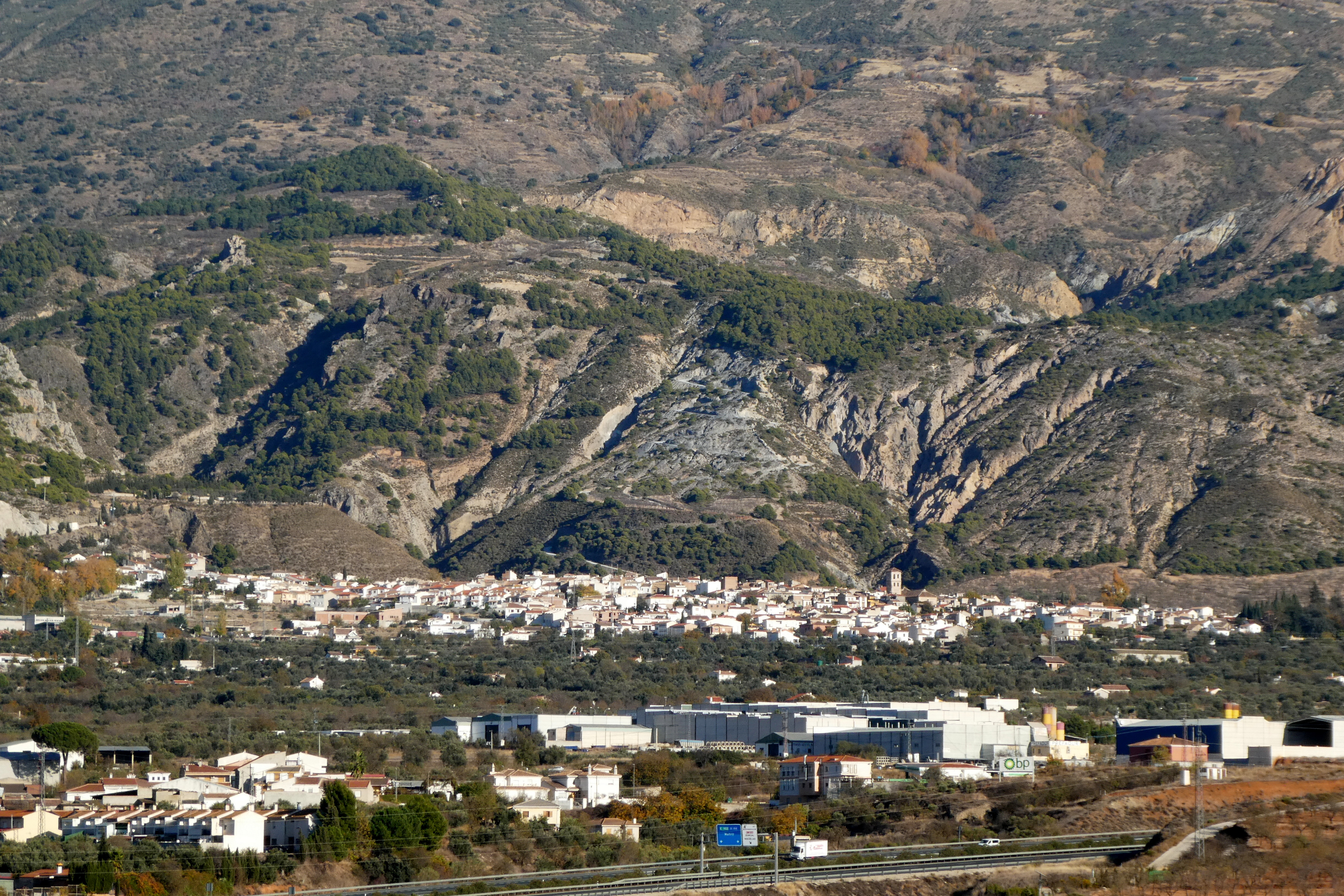
Nigüelas derrière la A-44 vue vers l'est
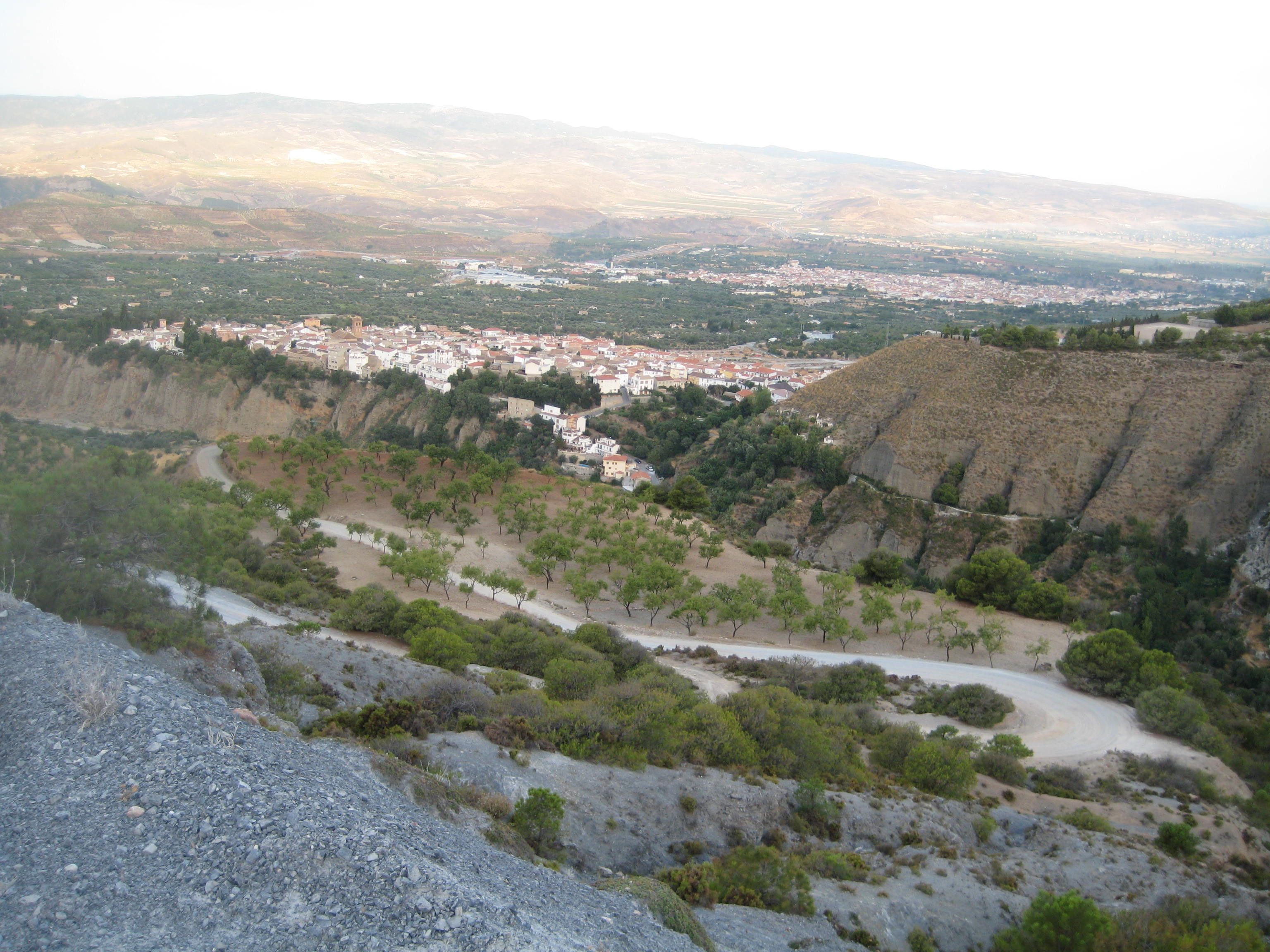
Vue vers l'ouest sur Nigüelas et, un peu plus loin, sur Dúrcal. Nigüelas est à moitié caché derrière l'éperon du mirador de la Razuela.

### Géologie
Faille de Niguelas
La faille de Niguelas (es), aussi appelée faille de Dúrcal-Nigüelas et faille de Padul-Nigüelas, est une grande fracture du terrain produite par un glissement de la croûte terrestre, qui a donné lieu à la dépression de Padul sur les flancs de la Sierra Nevada, produisant des tensions qui ont brisé la croûte terrestre et un mouvement de grands blocs rocheux,. 

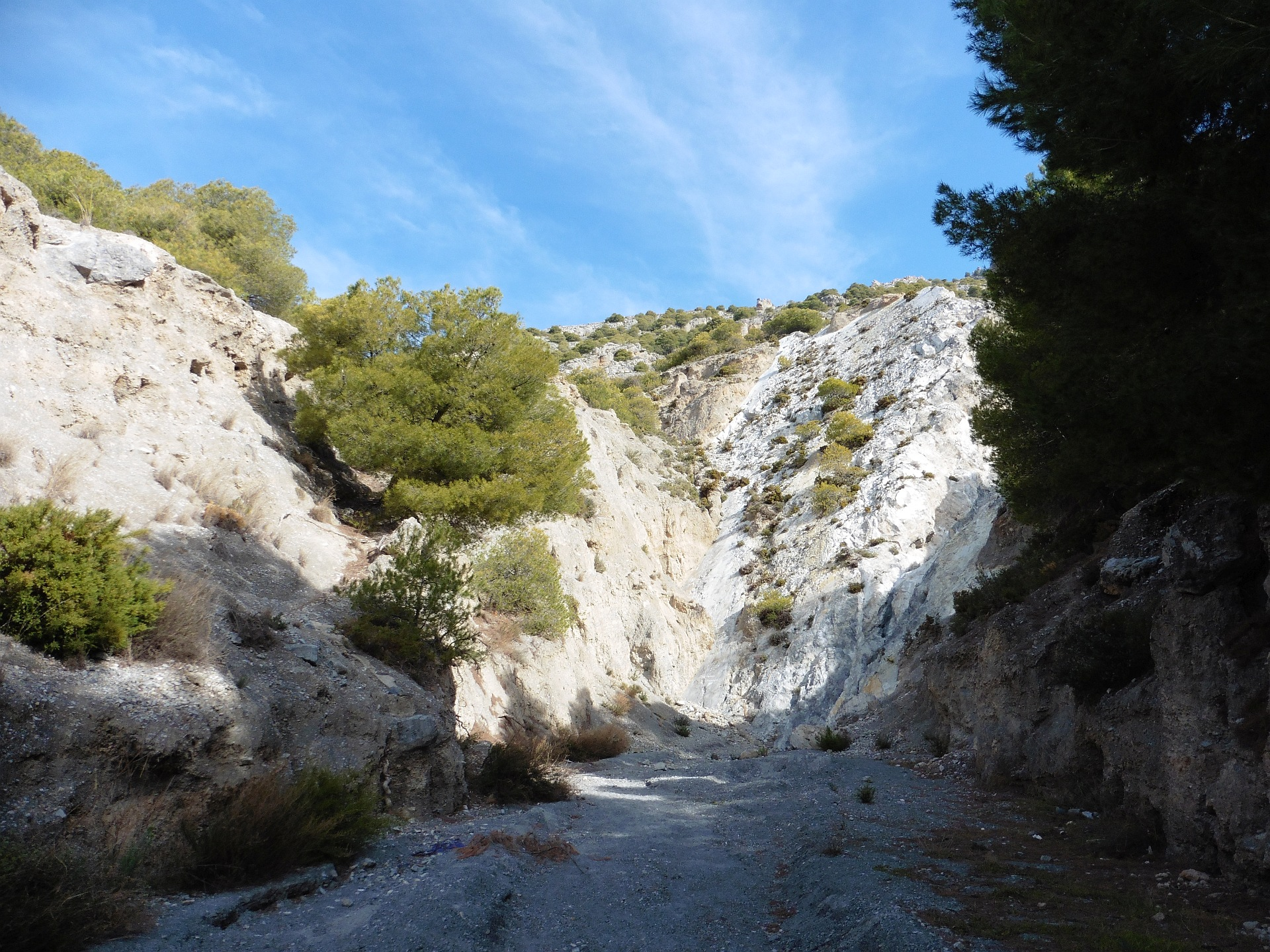
Une manifestation de la faille de Niguelas (es)

## Administration
| Période                                  | Période | Identité | Étiquette | Qualité |
| ---------------------------------------- | ------- | -------- | --------- | ------- |
| N/A                                      | N/A     | N/A      | N/A       | Maire   |
| Les données manquantes sont à compléter. |         |          |           |         |

## Économie
Un ensemble d'éoliennes s'étend sur la limite de commune avec Lecrín.

## Lieux et monuments

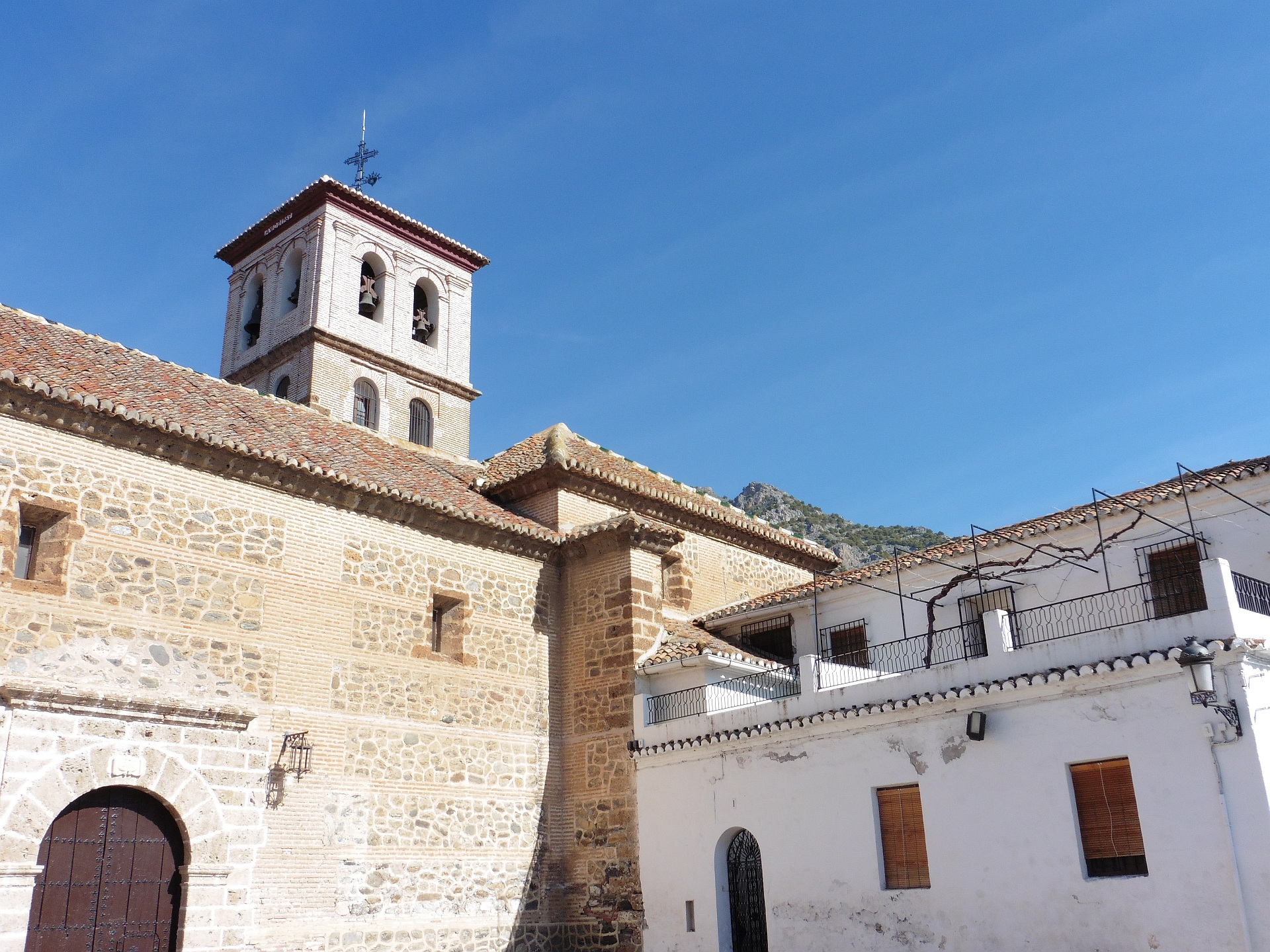
Église Saint-Jean-Baptiste
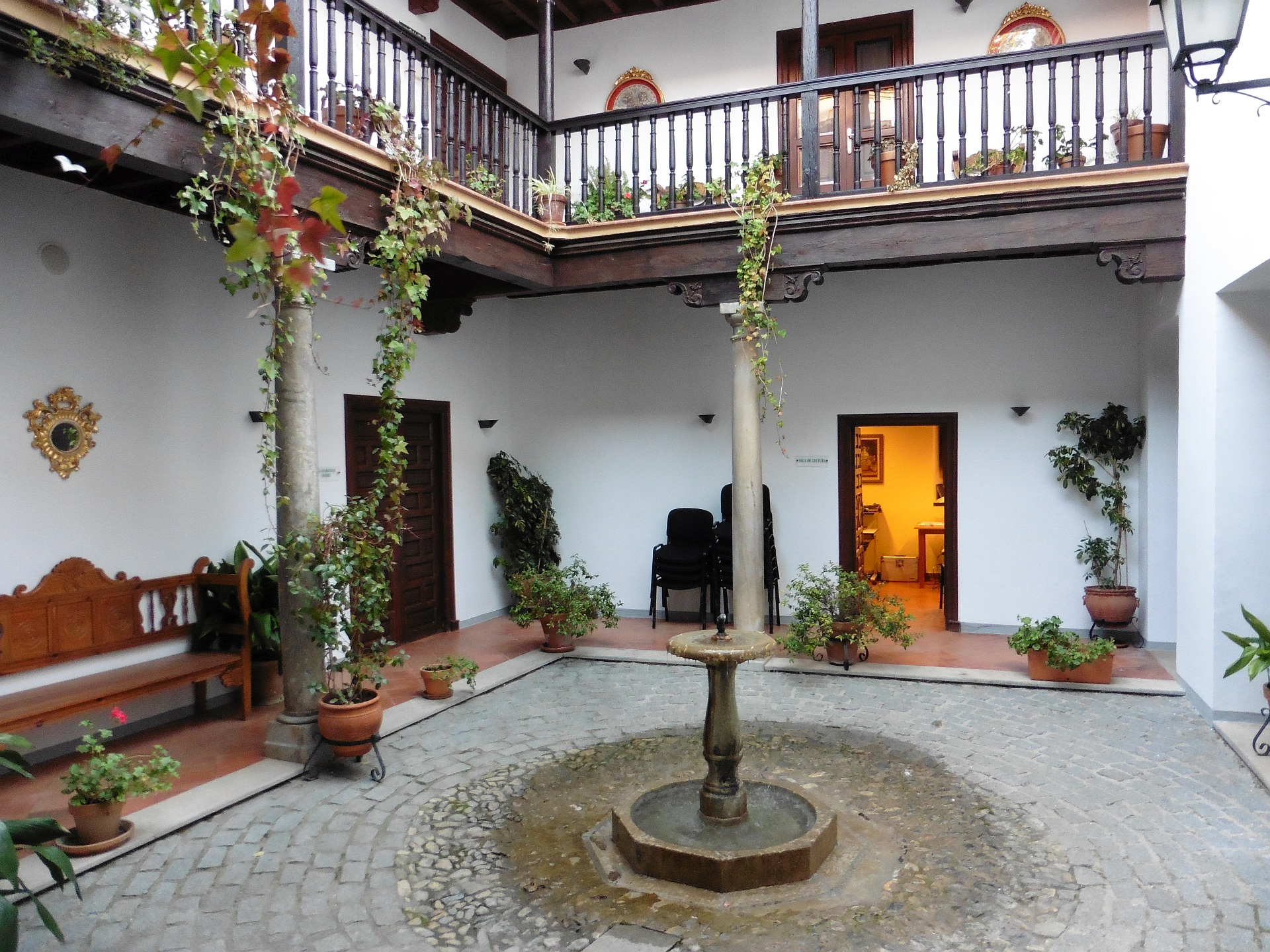
Mairie